# Bonners Ferry
Bonners Ferry è una città (city) degli Stati Uniti d'America, capoluogo della contea di Boundary, nello Stato dell'Idaho.